# 15-й батальйон територіальної оборони «СССР Брянка»
15-й батальйон територіальної оборони «СССР Брянка» — входить в структуру 2-го армійського корпуса Російської Федерації Формально знаходиться ЛНР
Командиром батальйону в 2014—2015 роках був Дмитрий Пендюрін, позивний Лютий

## Історія
У червні 2014 року Вадим зі Стаханова, член батальйону, який до війни був начальником ДАІ Перевальського району, їхав з трьома поплічниками вносити заставу у розмірі 300 тис. грн за свого друга, якого тримали на підвалі у Перевальську члени батальйону «Сокол». Командир батальйону Дмитро Пендюрін разом з Бєсом, Дмитром і Кольою-рижим розстріляв Вадима з поплічниками і привласнив заставу. Сам Вадим вижив, і через деякий час втік до Росії.
Члени батальйону розбирали на чорний та кольоровий метал заводи і шахти міста. Зокрема, під керівництвом заступника комбата Євгена з позивним Арбат розбирали шахту «Краснополіївська» — за день від здачі металу отримували 50—150 тисяч грн.
У липні 2015 року було виявлено і ідентифіковано 17 тіл — жертв батальйону «СССР Брянка». Інформація стала відомою через розкол у батальйоні — Євген Арбат втік до Росії з дружиною Мариною, також членом батальйону, після замаху на його життя і разом розповіли російському виданню про злочини батальйону на чолі з Дмитром Пендюріним. За словами Марини, члени батальйону знущалися й катували і власних поплічників, а полонених піддавали взагалі нелюдським тортурам.

| На нас сейчас вешают все: всех наших ребят, которых убили при мне, на моих глазах и которых до сих пор ищут родители. Если я начну рассказывать все в красках, у вас зубы вспотеют. Как заставляли парней плавать и стреляли по ним, чтобы они быстрей плыли. Как потом вырезались пули, как отрезались головы. Все те люди из нашего города, которые на моих глазах погибли и которые закопаны у нас на базе, как собаки, за загоном для страусов — там целое кладбище. Родители их ищут и не знают, где они. Я же не выйду и не скажу им: «Ой, а я знаю, где ваш сын закопан». Меня всегда возмущало, что творится на базе, я даже тырила в санчасти обезболивающие таблетки и давала пленным: они же все больные, простреленные, у кого ухо отрезано, у кого нога. [Пленные] это гражданские, кто нарушил комендантский час, кого задержали пьяным. Или вот жена позвонила: «Муж меня бьет». Его забрали, убили, закопали, а на следующий день она приходит: «Отдайте мужа, скотины, проклинаю вас». Ей говорят: «А чего ж ты вчера пришла и написала на него заявление Востоку?» Восток у нас исполняет всю черную работу: убийства, насилие. |
| — Марина, член батальйону, липень 2015 |

Після оприлюднення матеріалів, двох заступників командира батальйону було арештовано, а сам Пендюрін втік з Брянки до Москви, що дало змогу знайти тіла жертв.
У листопаді 2017 року прокуратура маріонеткової ЛНР повідомила, що прийняла заяву місцевої жительки Оксани Шалашної про зґвалтування. Злочин вчинили ще у 2014 році учасники батальйону «СССР Брянка» Дмитро Антонов, Віталій Морозов, а також ще група осіб, коли Шалашну затримали і доправили до комендатури. Віталій Морозов згодом став депутатом Народної ради маріонеткової ЛНР. Морозов підтримав Плотницького у листопадовому путчі 2017 року, і за словами журналіста Дениса Казанського, оприлюднення раніше вчинених злочинів є помстою Корнета.

## Участь у бойових діях
23 липня 2016 року у бою під Новозванівкою на Луганщині українські військові знищили двох військових РФ батальйону та захопили арсенал зброї російського походження. Було встановлено особу диверсантів: Ломов Олександр Олександрович «Лом», командир розвідувального підрозділу батальйону, і Колосовський Олексій Григорович «Тихий».

## Командування
За даними 2015 року:
- Дмитро Пендюрін (Лютий)

Заступники:
- Михайло (Крим) — з бойових дій
- Сергій (Сєня Восток) — з безпеки
- Євген (Арбат) — з матеріально-технічного забезпечення

## Втрати
З відкритих джерел відомо про щонайменш 14 убитих бійців батальйону за весь час російсько-української війни:

## Матеріали
- Андрей Гусельников, «Расстреливали, закапывали, насиловали, ставили опыты» [Архівовано 4 грудня 2017 у Wayback Machine.](рос.) // ura.news, 31 липня 2015